# Adela Garcia
Adela Garcia, pseud. Chica, Chica Latina (ur. 1 grudnia 1971) – profesjonalna zawodniczka fitness, kulturystka, członkini federacji IFBB (International Federation of BodyBuilders).

## Życiorys
Urodzona w Cabrerze w prowincji María Trinidad Sánchez na Dominikanie. W wieku ośmiu lat przeniosła się do San Juan w Portoryko. W szkole odnalazła zainteresowanie sportem: grała w softball, siatkówkę i koszykówkę. Jako siedemnastolatka rozpoczęła treningi siłowe.
W roku 1995 rozpoczęła karierę w fitnessie. Cztery lata później zwyciężyła w zawodach organizacji National Physique Committee (NPC) USA Fitness Championship, zyskując tym samym status zawodniczki profesjonalnej. Już w 2000 roku uczestniczyła w swoich pierwszych profesjonalnych zawodach fitness (Ms. Fitness International); zajęła podczas nich ósmą lokatę. Trzykrotnie, w latach 2004, 2006, 2007, uhonorowano ją prestiżowym tytułem Ms. Fitness Olympia.